# Котожеков, Александр Иванович
Александр Иванович Котожеков (Чапрай) (1 сентября 1948, Аршаново, Хакасская автономная область — 17 февраля 2025) — хакасский драматург, писатель, художник, общественный деятель. Член Союза писателей России, Союза театральных деятелей России. Заслуженный деятель искусств Республики Хакасия (1998).

## Биография
Начало творческой деятельности положили занятия в литературном объединении «Тан солбаны» («Утренняя звезда»). В 1977 году окончил Ленинградский государственный институт театра, музыки и кино по специальности «театральный художник». Работал в драматическом театре Златоуста, на киностудии «Казахфильм», художником-постановщиком в театрах Хакасии. В 1988 году окончил Высшие театральные курсы по специальности «Драматургия», в 2001 году — аспирантуру в Хакасском государственном университете.
Его пьесы пользуются популярностью в репертуаре Хакасского национального драматического театра имени А. М. Топанова и Хакасского музыкально-драматического театра «Читиген»: «Абахай пахта» (1990), «Небылицы Албанаха» (1993), «Белый бык» (1994), «Караван жизни» (2005), «Доблестный предок, подобный барсу» (2006). Трагедия «Абахай пахта» была удостоена Государственной премии Министерства культуры СССР и награждена дипломом 1-й степени на фестивале тюркоязычных театров в Уфе (2000). Написал более десяти пьес, пишал рассказы.
Автор художественного оформления более 100 пьес, был художником-постановщиком первой хакасской оперы. В живописи предпочитал хакасские национальные темы — «Портрет шамана», «Забытый бог», «Хакасская стрела», «Седло дедушки», «Портрет Катанова», триптих «Мир». Лауреат специальной премии ТЮРКСОЙ в области изобразительного искусства (2005).
А. И. Котожекову принадлежит авторство государственного герба Республики Хакасия, он является исследователем традиционной культуры и верований хакасов. Председатель религиозного Совета тенгриан Абакана. Автор более 20 научных работ, книги гаданий «Толкелиг кинде» («Опыт реконструкции нумерологических оснований традиционного мировоззрения хакасов»). Член Омской лаборатории драматургов Сибири.
Работал директором Дома литераторов Хакасии.
Скончался 17 февраля 2025 года после продолжительной болезни на 77-м году жизни.